# Maribojoc
Maribojoc is een gemeente in de Filipijnse provincie Bohol op het gelijknamige eiland. Bij de census van 2015 telde de gemeente bijna 21 duizend inwoners.

## Geschiedenis

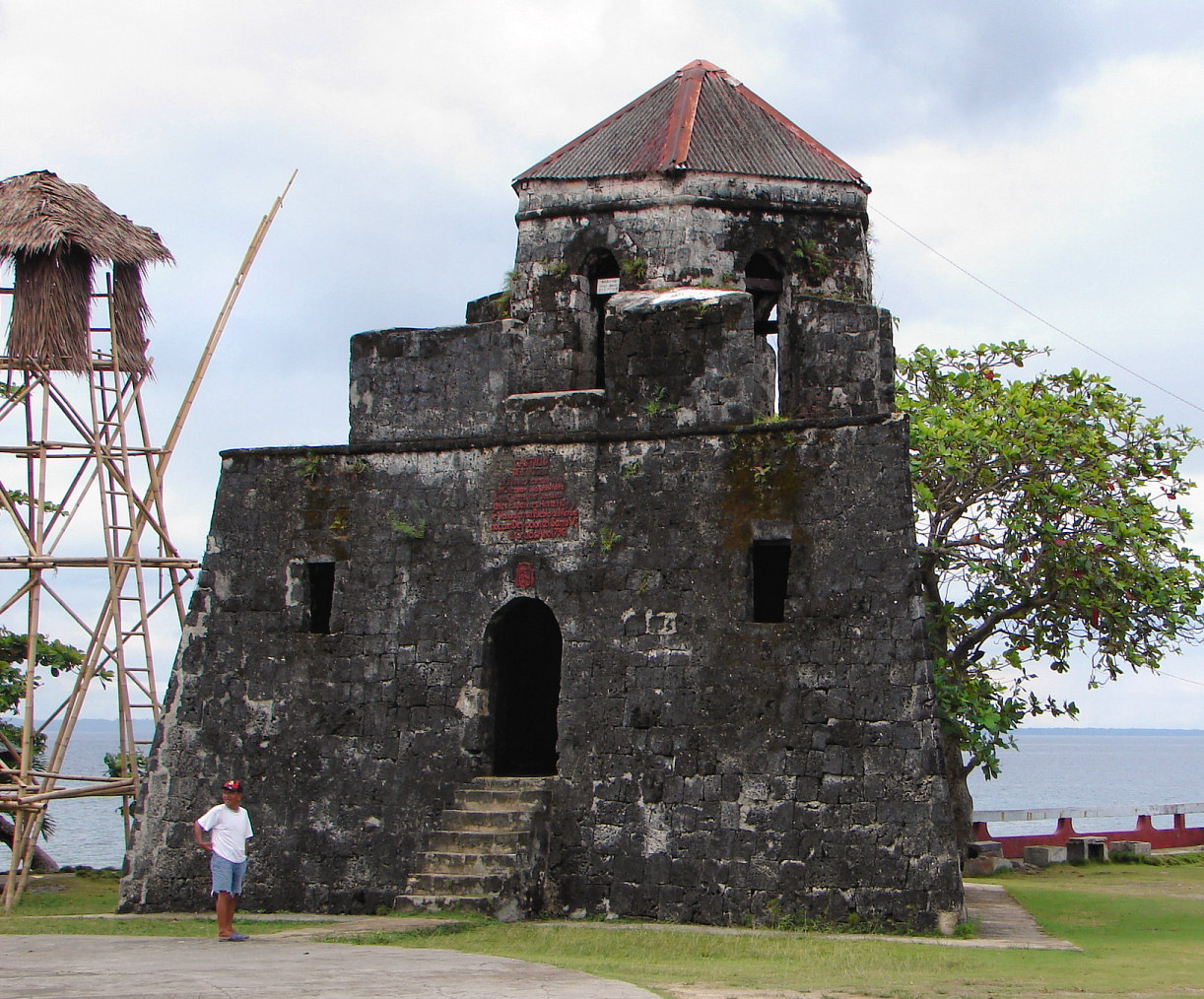
Punta Cruz uitkijktoren

Ten tijde van de aankomst van eerste jezuïtische priesters Juan de Torres en Gabriel Sanchez in Baclayon in 1595 bestond op de locatie van Maribojoc reeds een vissersplaatsje met de naam "Dunggoan". Deze naam was afgeleid van de oude haven in de nabijgelegen baai. De naam die de Spanjaarden aan het plaatsje gaven was volgens Fr. Francisco Colin, toenmalig historicus van de Jezuïeten, "Malabooch". Later werd dat veranderd in Malabohoc. Het is onbekend hoe de naam uiteindelijk Maribojoc is geworden.
Voor de Jezuïeten in 1767 vertrokken werd de parochie van Maribojoc gesticht. De Augustijners die een jaar na het vertrek van de Jezuïeten arriveeren, begonnen in 1798 met de bouw van de fundering voor de kerk van Maribojoc. In 1816 werd de kerk voltooid. Reeds eerder, in 1796, was de Punta Cruz uitkijktoren gebouwd als bescherming tegen aanvallen van piraten.

## Geografie

### Bestuurlijke indeling
Maribojoc is onderverdeeld in de volgende 22 barangays:

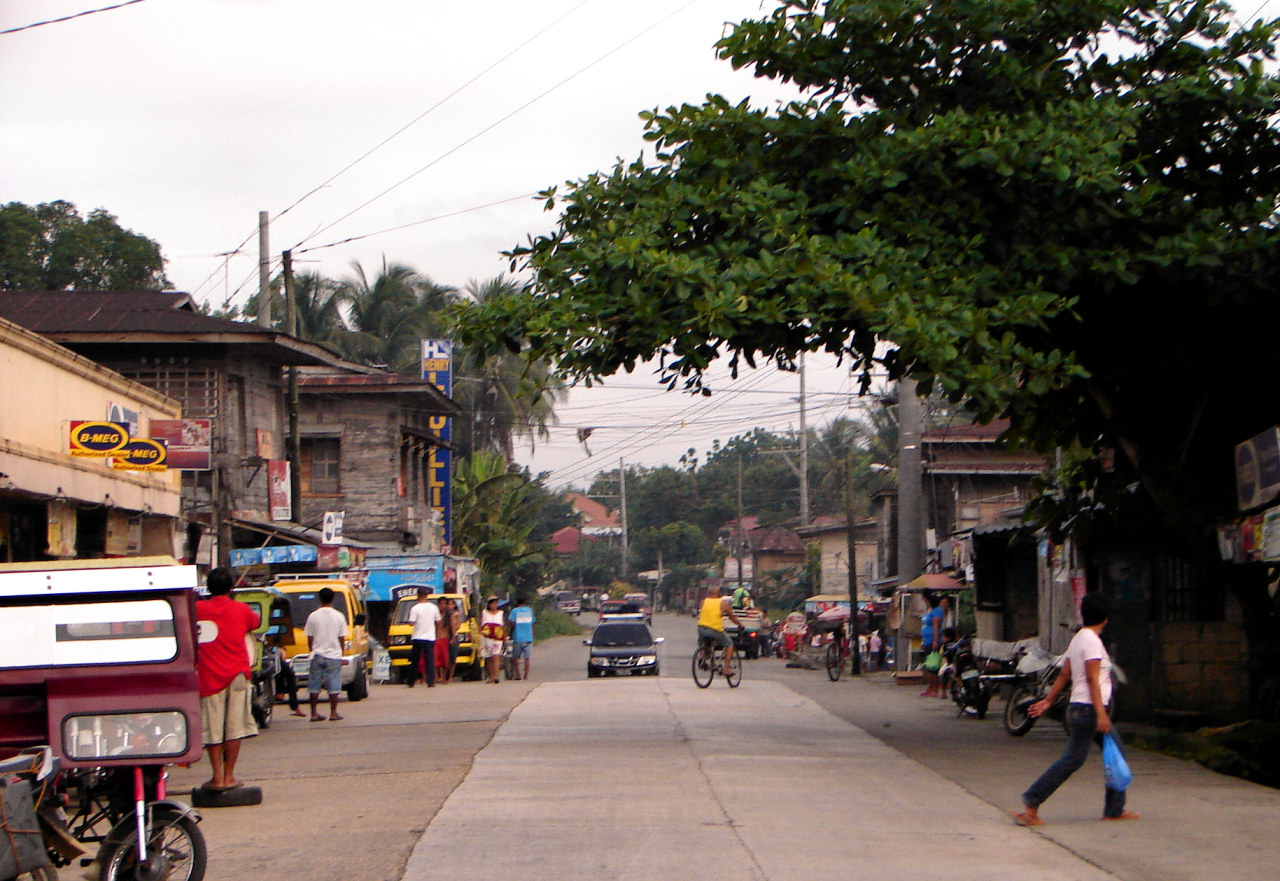
Poblacion

| - San Roque (Aghao) - Agahay - Aliguay - Anislag - Bayacabac - Bood - Busao - Cabawan - Candavid - Dipatlong - Guiwanon | - Jandig - Lagtangon - Lincod - Pagnitoan - Poblacion - Punsod - Punta Cruz - San Isidro - San Vicente - Tinibgan - Toril |  |

## Demografie
Maribojoc had bij de census van 2015 een inwoneraantal van 20.688 mensen. Dit waren 197 mensen (1,0%) meer dan bij de vorige census van 2010. Ten opzichte van de census van 2000 was het aantal inwoners gegroeid met 3.902 mensen (23,2%). De gemiddelde jaarlijkse groei in die periode kwam daarmee uit op 1,38%, hetgeen lager was dan het landelijk jaarlijks gemiddelde over deze periode (1,84%).

De bevolkingsdichtheid van Maribojoc was ten tijde van de laatste census, met 20.688 inwoners op 49,35 km², 419,2 mensen per km².